# Cannabis no Brasil

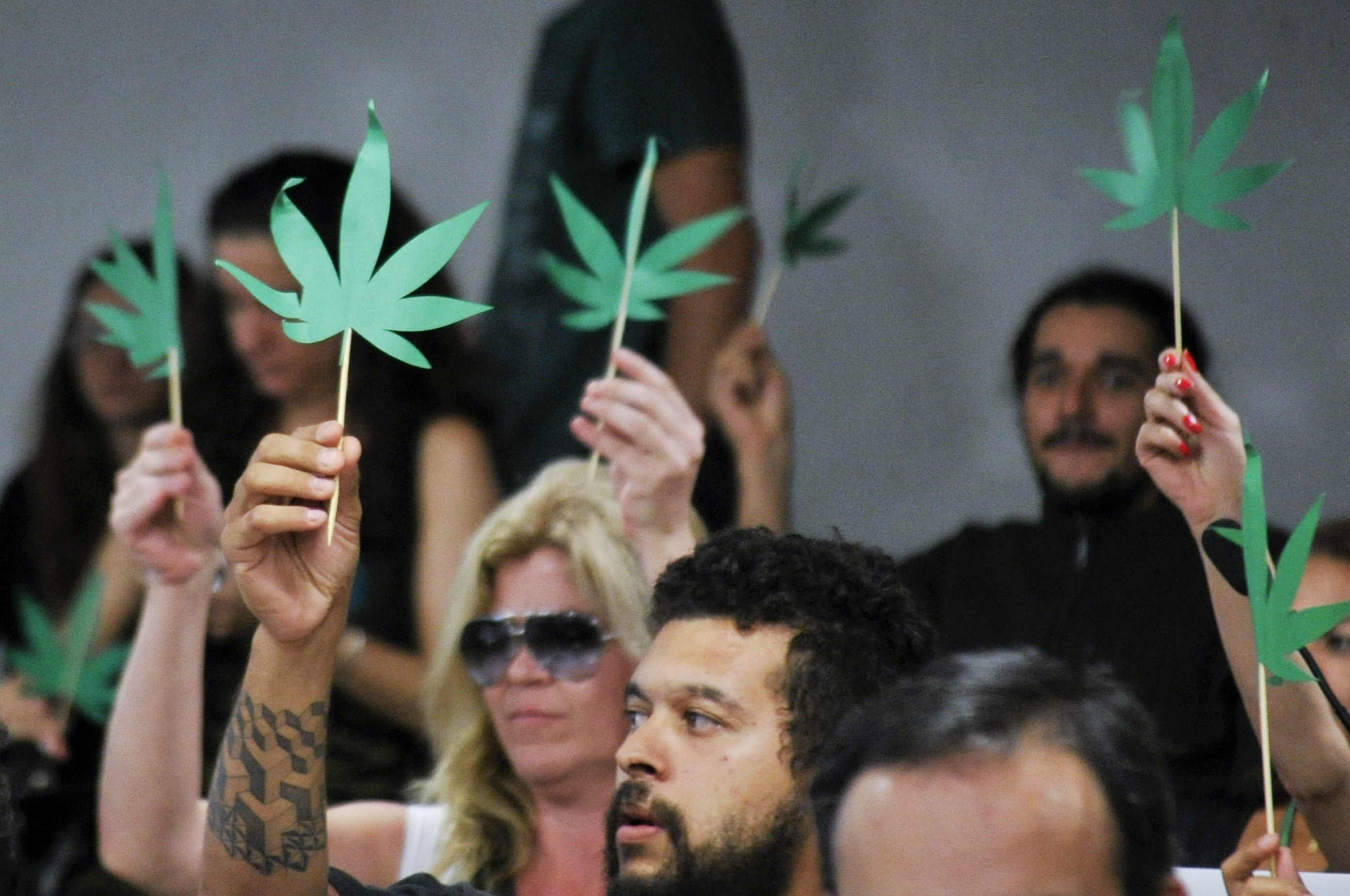
Manifestação a favor da liberação da cannabis durante audiência pública da Comissão de Direitos Humanos e Legislação Participativa (CDH) do Senado sobre a regulamentação do uso da maconha, 2014.

Cannabis no Brasil é ilegal, mas não há pena de prisão para uso pessoal desde 2006.

## História
A cannabis foi introduzida no Brasil pelos colonizadores portugueses, no início de 1800. A sua intenção pode ter sido para cultivar a fibra do cânhamo, mas os escravos sequestrados da África estavam familiarizados com o consumo de cannabis e uso psicoactivo, levando o Conselho Municipal do Rio de Janeiro, em 1830, para proibir trazendo de cannabis para a cidade, e punir o seu uso por qualquer escravo.

### Império
A maconha no Brasil Império apresentava um status ambíguo, pois ocorria de algumas localidades a efetuação de uma proibição como na cidade do Rio de Janeiro que através do Código de Posturas de 1830 feito pela Câmara Municipal baniu a utilização da planta para fins utilitários, já em outras áreas como na cidade de São Paulo houve um verdadeiro uso de maneira ampla da cannabis e seus derivados, com tais conjecturas ocorrendo devido a estrutura pública monárquica brasileira que era centralizada politicamente e descentralizada administrativamente.
Para além disso durante o século XIX na época do Segundo Reinado houve ainda o cultivo da cannabis, especialmente do cânhamo para fins destinados ao setor secundário, com a sua aplicação sendo remetidas a produção de produtos têxteis, à exemplo de cordas e papéis, onde a procura destas matérias-primas foi tipificada como algo que manteve-se em alta durante toda a Belle Époque, tanto a nível interno como para exportação, além disso a maconha era vista como um importante produto que tinha propriedades terapêuticas e era usado para tratar uma variedade de doenças, incluindo dores, náuseas e problemas digestivos.

### Era Vargas
No ano de 1932 na vigência do Governo Provisório após uma conferência, o então presidente Getúlio Vargas estabeleceu o Decreto nº 20.930, de 11 de janeiro de 1932, na qual enquadrava a Cannabis como “substância tóxica entorpecente”, banindo dessa forma a maconha de modo irrestrito, tendo mesmo o uso da fibra do cânhamo na fabricação de tecidos e cordas passando por uma proibição abrangente, estabelecendo assim o início da proibição sistemática no Brasil, além disso em 1938 no período do Estado Novo através do Decreto-lei nº 891, de 25 de novembro de 1938, foi estabelecido uma ampla campanha de perseguição contra várias substâncias psicoativas dentre às quais incluía a maconha com o Artigo 281 do Código Penal de 1940 estabelecendo a pena de reclusão, de um a cinco anos, e multa de 10 a 50 vezes o maior salário-mínimo vigente no país. 

### Ditadura militar
No início da ditadura militar, o presidente Humberto de Alencar Castello Branco através da Lei nº 4.451, de 4 de novembro de 1964 reforçou e endureceu as penalidades estipuladas no Código Penal de 1940, que foram novamente reafirmadas e enrijecidas durante o governo Artur da Costa e Silva por meio do Decreto-lei nº 385, de 26 de dezembro de 1968, onde nessa ordem legal equiparou-se penalmente o usuário com o traficante, sendo tal conjectura reafirmada pela Lei nº 5.726, de 29 de outubro de 1971 durante a vigência do governo Emílio Médici, e somente revista na administração Ernesto Geisel pela Lei dos Tóxicos de 1976, que separava a tipificação de traficante em seu Artigo 12 estabelecendo pena de 3 a 15 anos de reclusão para criminosos ligados ao mercado de drogas, enquanto usuários eram penalizados com uma forma de detenção que seria de 6 meses a 2 anos.

### Período contemporâneo

Legalização da cannabis no mundo:
Legal
Ilegal mas descriminalizada
Ilegal mas não posto em prática
Ilegal

No Brasil, não existe mais a pena de prisão ou reclusão para o consumo, armazenamento ou posse de pequena quantidade de drogas para uso pessoal, inclusive maconha. Também não há pena de prisão para quem "para seu consumo pessoal, semeia, cultiva ou colhe plantas destinadas à preparação de pequena quantidade de substância". O artigo 28 da lei n.º 11.343/2006, de 23 de agosto de 2006 prevê novas penas para os usuários de drogas. As penas previstas são: advertência sobre os efeitos das drogas (saúde, família e etc); prestação de serviços à comunidade ou medida educativa de comparecimento a programa ou curso educativo. A mesma lei (artigo 28, § 2.º) estabelece o critério para o juiz avaliar se uma quantidade se destina ao consumo ou não. O juiz deve considerar os seguintes fatores: o tipo de droga (natureza), a quantidade apreendida, o local e as condições envolvidas na apreensão, as circunstâncias pessoais e sociais, a conduta e os antecedentes do usuário. Em 2014, teve um julgamento que abriu um precedente legal em que se julgou que a proibição da maconha é "inconstitucional". Em 25 de junho de 2024, o Supremo Tribunal Federal descriminalizou o porte de maconha para uso pessoal e fixou o limite de até 40 gramas ou 6 plantas fêmeas, de forma a diferenciar usuário de traficante.

## Legalização

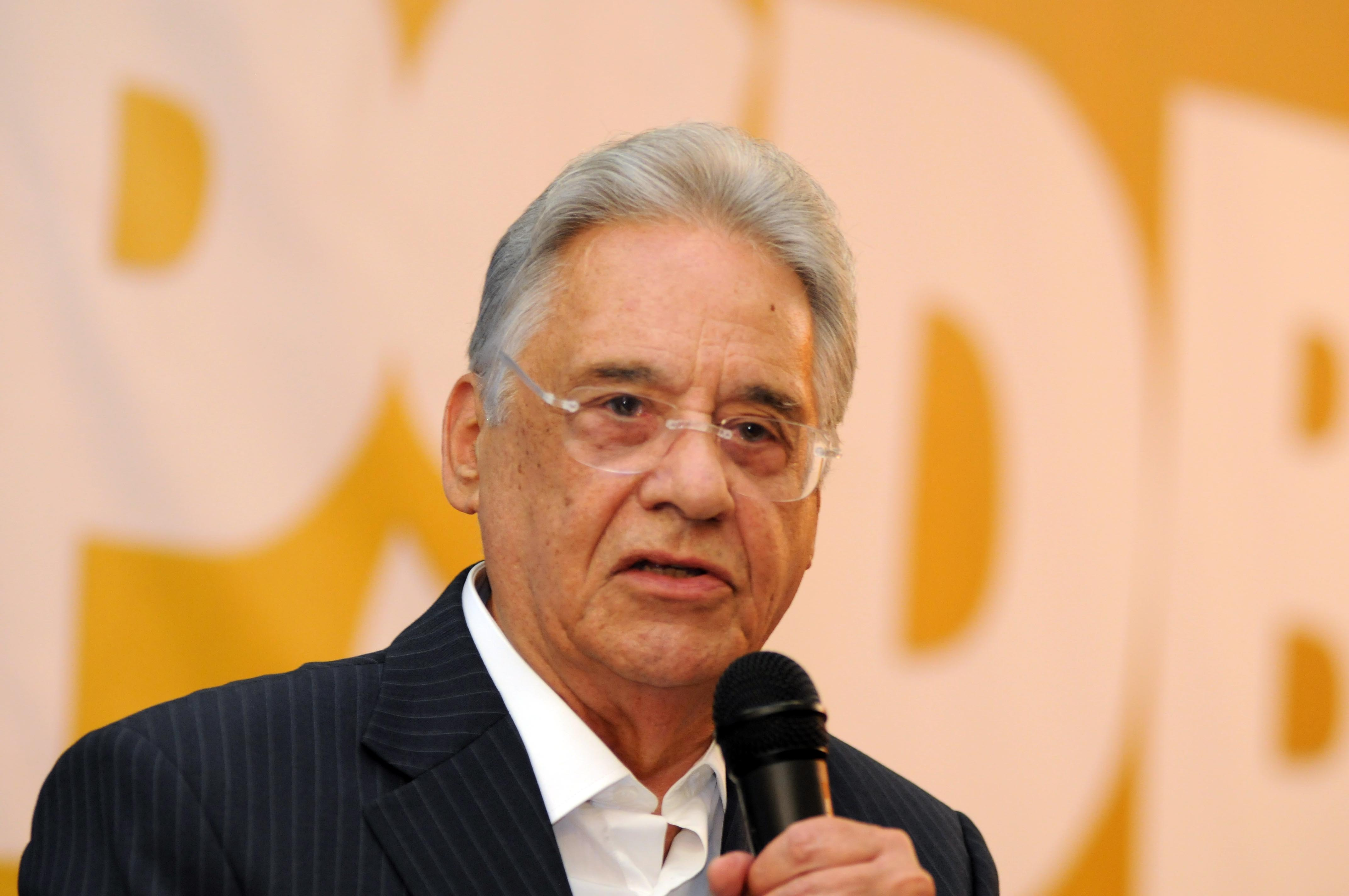
Ex-presidente Fernando Henrique Cardoso apoia a descriminalização da maconha

A campanha pela legalização da cannabis ganhou força a partir das décadas de 1980 e 1990, notadamente apoiada por artistas e políticos liberais. No Brasil, foi uma das bandeiras do político Fernando Gabeira juntamente com Carlos Minc, ex-Ministro do meio ambiente, que tentou implementar o cultivo do cânhamo para fins industriais. O ex-presidente Fernando Henrique Cardoso, que é membro da Comissão Latino-americana de Drogas e Democracia, apoia a descriminalização da posse de pequenas quantidades para uso pessoal da maconha e afirma que a repressão como é feita resulta num aumento de violência e consumo. Mesmo assim, defende que devem-se criar mecanismos que desestimulem o uso das drogas.
Por inúmeras vezes, o Congresso Nacional pautou a questão da liberação da Cannabis no Brasil. Muitos foram os debates acerca dos benefícios para saúde e no controle do tráfico de drogas. No Senado Federal, atualmente tramita o Projeto de Lei n.º 514 de 2017 que descriminaliza o cultivo da Cannabis sativa para uso pessoal terapêutico. O PLS tem origem na Sugestão Legislativa n° 25 de 2017 cadastrada no Portal e-Cidadania por um cidadão de São Paulo.
Em 8 de maio de 2021, Luís Roberto Barroso, ministro do STF compartilhou um vídeo eu seu twitter, favorável à legalização da maconha, reforçando seu posicionamento neste tema.

### Uso medicinal

Estatuto legal da cannabis para uso medicinal
----
Legal para uso recreativo
Legal para uso médico
Ilegal

Desde 2015, medicamentos de cannabis com mais de 0,2% de THC podem ser prescritos para pacientes em estado terminal ou aqueles que esgotaram outras opções de tratamento. Inicialmente, esses medicamentos só podiam ser importados com autorização especial da Anvisa, mas em 2019 as regras foram relaxadas para permitir a venda nas farmácias. Produtos com menos de 0,2% de THC podem ser prescritos com menos restrições.
Em janeiro de 2017, o Brasil emitiu sua primeira licença para um medicamento à base de cannabis, permitindo a venda de Mevatyl em sua forma de spray oral (conhecido internacionalmente como Sativex). Em março de 2020, o estado de Pernambuco emitiu a primeira licença nacional para o plantio caseiro de maconha para fins medicinais.

### Marcha da Maconha

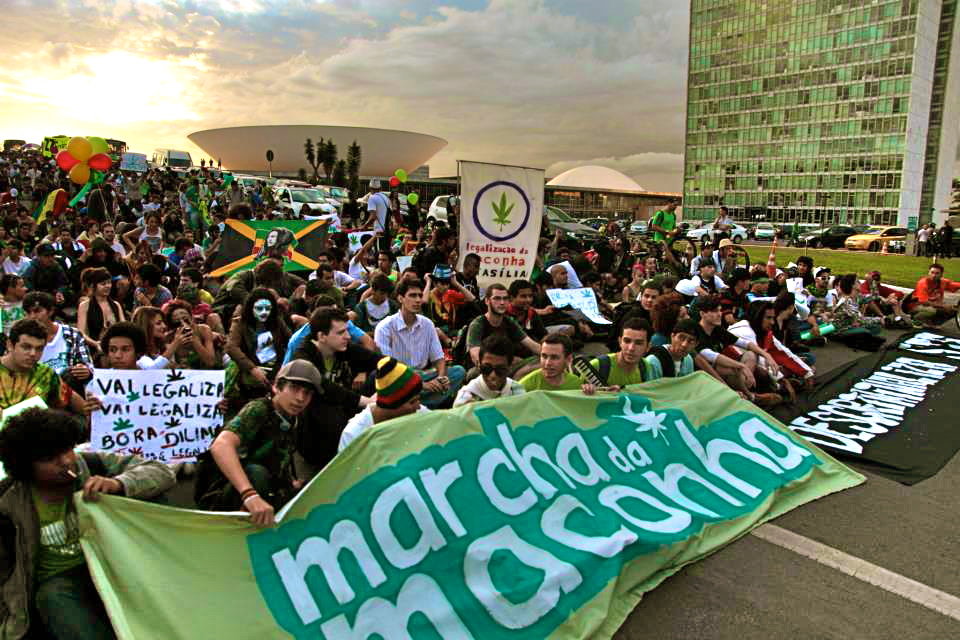
Marcha da Maconha em Brasília em 2013

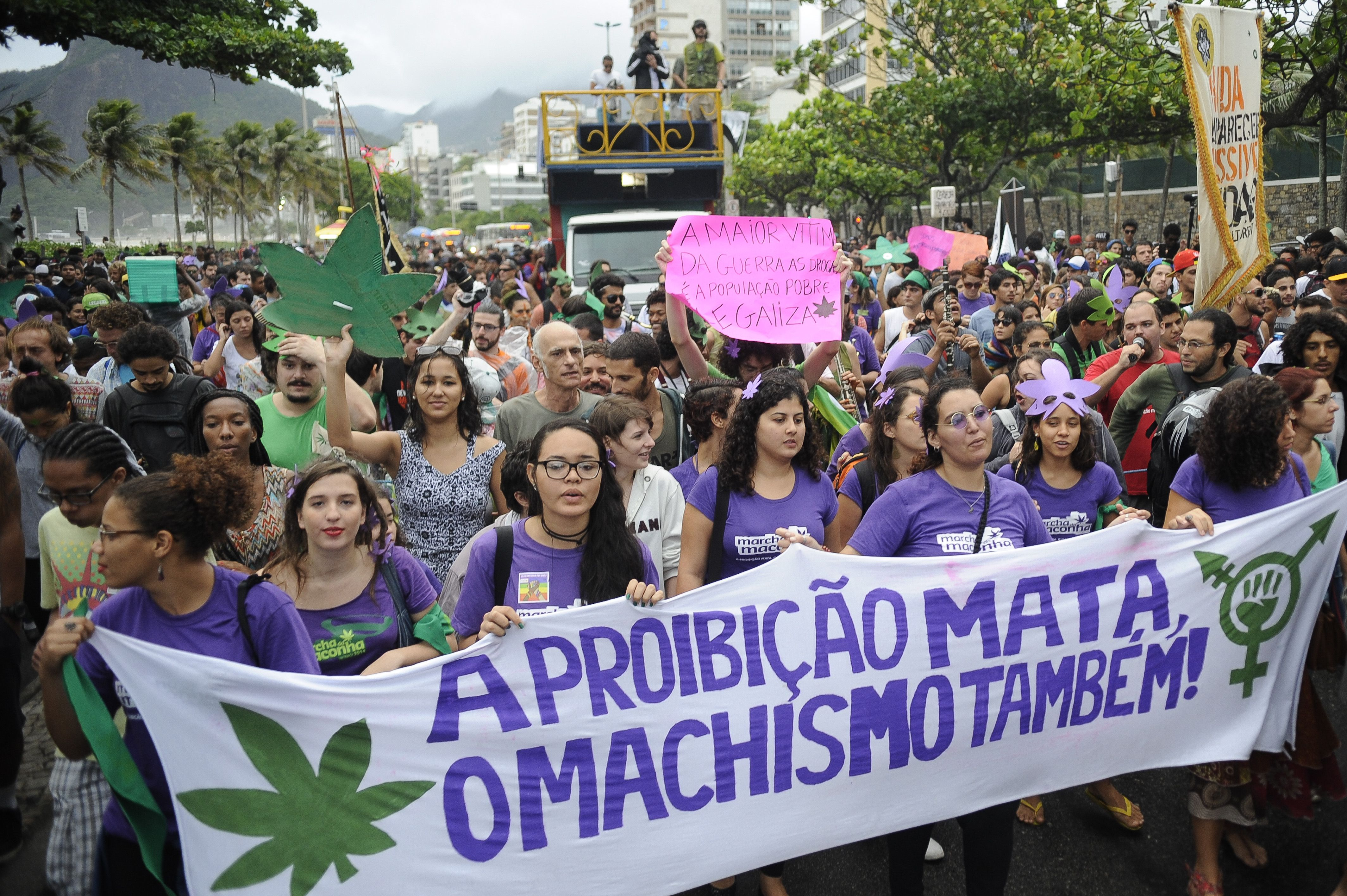
Marcha da Maconha na orla de Ipanema, no Rio de Janeiro, em 2014 (Tomaz Silva/Agência Brasil)

No Brasil ocorrem passeatas chamadas de "marcha da maconha" desde 2002. Em 2007, um grupo de membros do Growroom se articulou e criou um site e uma identidade visual em torno do nome "Marcha da Maconha". A partir daí houve uma tentativa de fazer a Marcha da Maconha no Brasil em doze capitais no dia 04 de maio de 2008, mas houve uma grande repressão devido decisões judiciais que proibiam a Marcha na maioria delas. Os juízes alegaram desde apologia ao uso de drogas até formação de quadrilha. A marcha deveria ocorrer em Belo Horizonte, Brasília, Cuiabá, Curitiba, Fortaleza, João Pessoa, Recife, Rio de Janeiro, Salvador e São Paulo, mas só ocorreu legitimamente em Recife, onde houve confusão e prisões.
Entre 2009 e 2010 a Marcha da Maconha ocorreu pacificamente e sem maiores problemas em várias cidades, como Rio de Janeiro, São Paulo, Brasília e Belo Horizonte. Ainda assim, em muitas casos ocorreu forte repressão, o que impediu que as marchas fossem realizadas na maioria das cidades brasileiras. Em 2009, os manifestantes foram impedidos de realizar a Marcha da Maconha por decisões judiciais nas cidades de Curitiba, Goiânia, Salvador, Fortaleza e João Pessoa.
Em 2011, porém, a justiça voltou a proibir a Marcha da Maconha em São Paulo, Belo Horizonte, Brasília e Curitiba, embora ela tenha ocorrido em Goiânia, Porto Alegre, Rio de Janeiro, Recife, Vitória e Niterói, entre outras. Em 15 de junho de 2011, entretanto, o Supremo Tribunal Federal decidiu, por unanimidade, pela legitimidade da manifestação por meio da Arguição de descumprimento de preceito fundamental ADPF 187, entendendo que ela não faz apologia ao crime e considerando que sua proibição é uma ameaça à liberdade de expressão, garantida pela Constituição. Na Marcha para Jesus de 2011 Silas Malafaia falou contra esta decisão, insinuando que após isto seriam aprovadas marchas a favor de crimes. Em 2012, a marcha ocorreu sem incidentes em São Paulo, com público estimado pela Polícia Militar em 2 mil pessoas.